# Franciskusgården

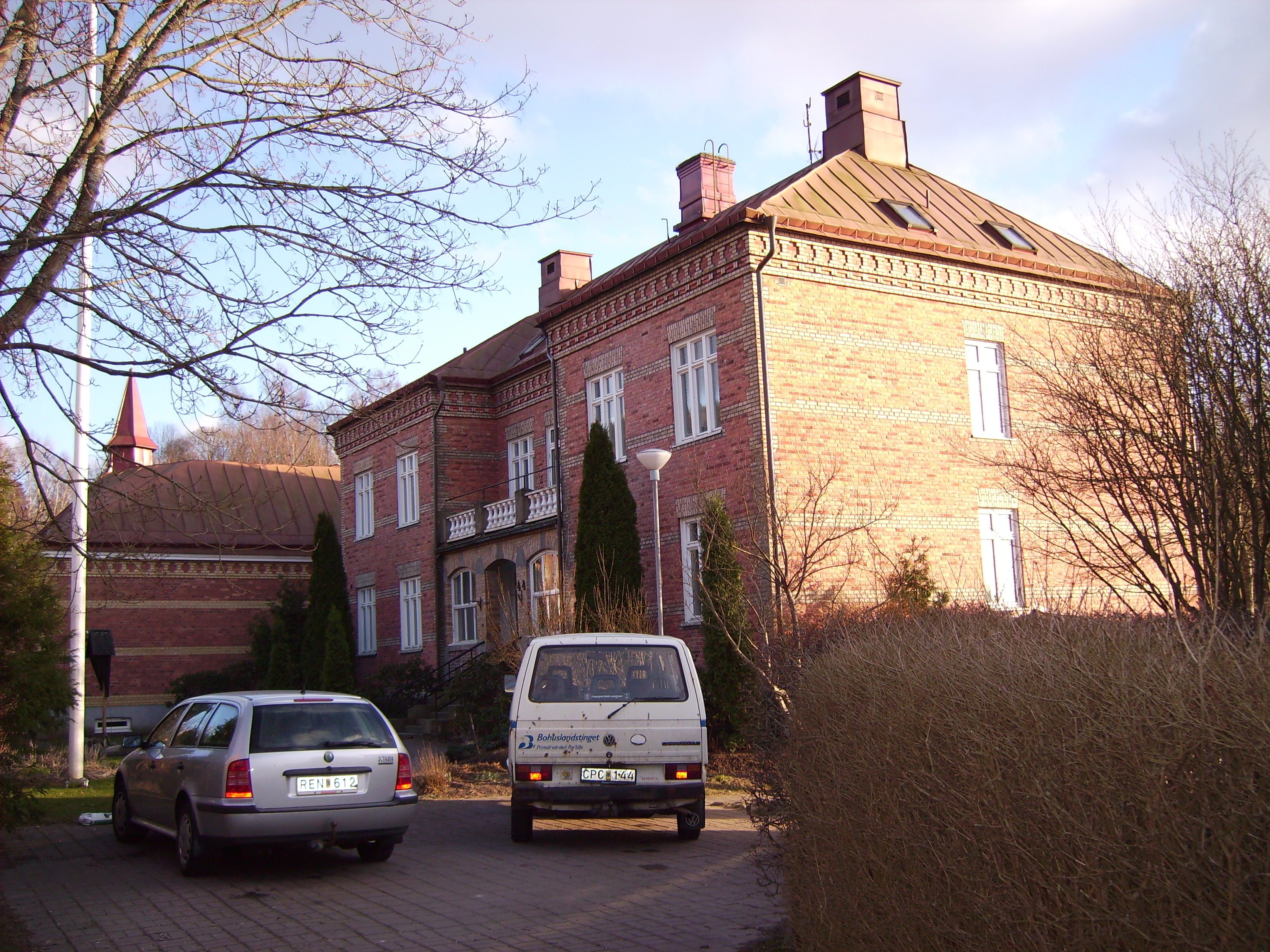
Franciskusgården

Franciskusgården är ett katolskt franciskanerkonvent för munkar inom katolska kyrkan i Sverige i Jonsered utanför Göteborg, som också är "gästhem. I klostret bor förutom de sju munkarna, varav fyra är under eviga löften och tre är under tidsbundna löften, ett varierande antal gäster som lever tillsammans med munkarna och hjälper dem i de dagliga sysslorna.
Byggnaden uppfördes 1899 som ett ålderdomshem i brukssamhället och tillhörde Jonsereds Fabriker. En flygel som rymmer Kristi Förklarings kapell blev tillbyggd 1990.